# Ricimero, re dei goti
Ricimero, re dei goti és una òpera en tres actes composta per Gian Francesco de Majo sobre un llibret italià d'Apostolo Zeno, basat en Flavio Anicio Olibrio de Pietro Pariati. S'estrenà al Nuovo Ducale Teatro de Parma el 7 de febrer de 1759.
A Catalunya s'estrenà el novembre de 1763 al Teatre de la Santa Creu de Barcelona. La representació tingué una notable solemnitat, com ho palesa la descripció de les mutazioni di scene, confiades també aquest any a Manuel Tramulles.